# Selecció de futbol de Botswana
La Selecció de futbol de Botswana és l'equip representatiu del país a les competicions oficials. Està dirigida per la Botswana Football Association, pertanyent a la CAF.

## Participacions en la Copa del Món
- Des de 1930 a 1990 - No participà
- 1994 - No es classificà
- 1998 - No participà
- 2002 a 2018 - No es classificà

## Participacions en la Copa d'Àfrica
- Des de 1957 a 1992 - No participà
- Des de 1994 a 2010 - No es classificà
- 2012 - Primera ronda
- 2013 a 2017 - No es classificà

## Antics entrenadors
- Peter Cormack (1986-87)
- Rudi Gutendorf
- Colwyn Rowe
- Stanley Tshosane